# 김구덕
김구덕(金九德, ? ~ 1428년)은 조선 전기의 문신이다. 본관은 (구)안동(舊 安東)이며 시호는 안정(安靖)이다.

## 생애
상락군 김묘(金昴)의 아들로 태어나, 19세에 진사가 되고 음서로 산원에 출사하였다. 1396년 형조의랑(刑曹議郞)을 지냈으나 형부의 일을 잘못 처리해 투옥되기도 했다. 그러나 다시 여러 고을의 군수와 목사 등을 거쳤고 1411년(태종 11) 판통례문사(判通禮門事)를 지내고 있을 때 딸이 태종의 후궁 명빈으로 봉해져 군부로 옮겨가 우군동지총제(右軍同知摠制)를 제수받았다. 1412년 한성부윤과 강원도관찰사에 번갈아 임명, 1413년 의정부참지사(參知事)가 되었고 1414년에는 명나라 황태자 주고치의 생일을 하례하는 천추사(千秋使)가 되어 명나라에 다녀왔다. 벼슬은 지돈녕부사(知敦寧府事), 판돈녕부사(判敦寧府事)에 이르렀으며 1427년에는 손녀인 휘빈 김씨가이 세자빈으로 간택되는 영화를 누리기도 했으나 후일 폐출되었다.
1428년 세상을 떠났으며, 시호는 안정(安靖)이다.

## 가족
- 증조부 : 김훤(金愃)
  - 조부 : 김승택(金承澤)
    - 아버지 : 김묘(金昴)
    - 어머니 : 여흥 민씨(민사평의 딸)
      - 부인 : 영월 신씨 ((신경창(辛慶昌)의 딸))
        - 장남 : 김오문(金五文)
          - 손자 : 김중엄(金仲淹)
          - 손녀 : 휘빈 김씨

        - 장녀 : 명빈 김씨

## 참고 자료
- 조선왕조실록
- 김구덕 - 한국학중앙연구원